# Impresora térmica
La impresora térmica se basa en una serie de agujas calientes que van recorriendo el papel termosensible, que al contacto se vuelve de color negro.
Por su bajo costo, son muy usadas en los cajeros automáticos y supermercados.
La velocidad de impresión se mide en milímetros por segundo (mm/s), refiriéndose a los milímetros del rollo de papel que salen de la impresora.
Este tipo de impresora puede clasificarse como impresora: sin impacto; de caracteres de puntos matriciales; carácter a carácter; e impresora de solo texto.

## Ventajas
- Los costes por copia son muy bajos porque no consume más que el propio papel.
- No se requiere de una configuración avanzada para su correcto funcionamiento.[2]

## Desventajas
- La impresión térmica solamente posibilita la impresión en monocromo color negro, y únicamente en los modelos más recientes mediante un papel especial adicionalmente en rojo o azul.
- La velocidad de impresión oscila habitualmente entre 100 y 206 mm/s.
- La durabilidad de la impresión es relativamente baja porque el desgaste del papel, en particular en ambientes con temperaturas altas, hace que se borre el texto escrito en el mismo y huelen fatal al ser quemados